# La Bình
La Bình (tiếng Trung: 罗平县), Hán Việt: La Bình huyện là một huyện thuộc địa cấp thị Khúc Tĩnh, tỉnh Vân Nam, Cộng hòa Nhân dân Trung Hoa. Huyện này nằm ở nơi giao nhau 3 huyện nên còn được gọi là "Kê Minh Tam Huyện" (雞鳴三省)、"Điền Kiềm Tỏa Thược" (滇黔鎖鑰)、"Điền Đông Minh Châu" (滇東明珠) Huyện này có diện tích 3006 km2, dân số năm 2003 là 540.000 người. Chính quyền huyện đóng tại trấn La Hùng. Huyện này có các dân tộc: Hán, Di, Miêu, Bố Y, Hồi.

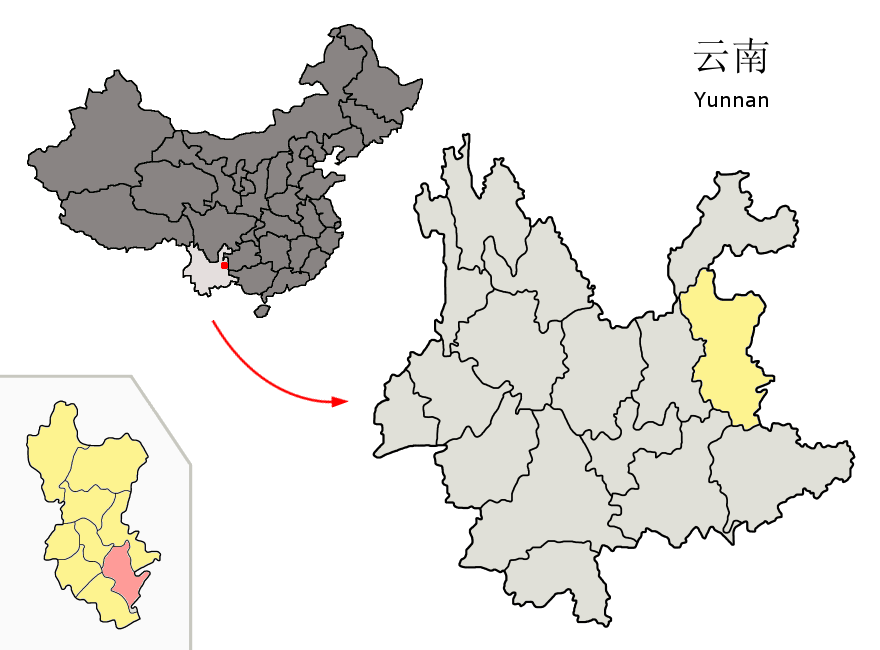

## Giao thông
Huyện này cách thủ phủ Côn Minh 240 km, Khúc Tĩnh 133 km, có quốc lộ 324 và đường sắt Nam Côn

## Khí hậu
Khí hậu ở đây ôn hòa, ẩm ướt, mùa Hè không quá nóng, mùa Đông không quá lạnh

## Du lịch
Huyện La Bình nổi tiếng với cánh đồng hoa cải vàng óng ả, dài bất tận mỗi độ xuân về. Những cánh đồng hoa cải, mấp mô là những ngọn đồi tựa như những chiếc nón giữa "biển vàng" đã thu hút rất nhiều du khách thập phương và nhiếp ảnh gia tới đây.

## Các đơn vị hành chính

### Trấn
- La Hùng (罗雄镇)
- Bản Kiều (板桥镇)
- Mã Nhai (马街镇)
- Phú Nhạc (富乐镇)

### Cáchương
- Đại Thủy Tĩnh (大水井乡)
- Lỗ Bố Cách (鲁布革乡)
- Cựu Tầng Cơ (旧屋基乡)
- Chung Sơn (钟山乡)
- Trường Để (长底乡)
- Ngưu Giai (牛街乡)
- Lão Hán (老厂乡)
- A Cang (阿岗乡)